# Lourenço Júnior de Castro
Lourenço Júnior de Castro (Entre-Douro-e-Minho,  — Rio Grande do Sul, 1852) foi um promotor público, militar e jornalista luso-brasileiro. Foi para Porto Alegre no início do século XIX, onde se estabeleceu como comerciante, ingressando pouco depois na vida militar, inicialmente como tenente no corpo de ordenanças da capital e depois como capitão no corpo de guaranis em Pelotas.
Foi sargento-de-milícias e comandante do batalhão Henriques, formado por escravos libertos.
Em 1827 colabora com o Diário de Porto Alegre, o primeiro jornal publicado no Rio Grande do Sul.
Em 1833 foi escolhido pelo presidente da província, de uma lista tríplice, como promotor público de Porto Alegre, o primeiro da cidade, tendo atuado nos processos contra os farrapos.
Em 1830 fundou o jornal Sentinela da Liberdade na Guarita ao Norte da Barra do Rio Grande de São Pedro. Quando do inicio da Revolução Farroupilha, fugiu para o Rio de Janeiro, junto com o impressor Claude Dubreuil e o presidente da província Fernandes Braga, de onde continuaram a publicação do jornal, que deixou de ser publicado em Porto Alegre entre 18 de setembro de 1835 e 16 de dezembro de 1836.
Escreveu no Amigo do Homem e da Pátria, sob pseudônimo de Manuel Lander de 1829 a 1830 e depois no Sentinela da Liberdade. Foi vereador em Porto Alegre pelo partido Caramuru.